# Vaccinium urubambense
Vaccinium urubambense är en ljungväxtart som beskrevs av Luteyn och Pedraza. Vaccinium urubambense ingår i Blåbärssläktet, och familjen ljungväxter. Inga underarter finns listade i Catalogue of Life.